# Hibike! Euphonium: Kitauji Kōkō Suisōgaku-bu e Yōkoso
Hibike! Euphonium: Kitauji Kōkō Suisōgaku-bu e Yōkoso japanisch 響け! ユーフォニアム 北宇治高校吹奏楽部へようこそ, Hibike! Yūfoniamu, dt. „Erschalle! Euphonium: Willkommen im Kitauji-Oberschul-Blasmusikclub“, auch mit dem englischen Nebentitel Sound! Euphonium, ist eine japanische Light-Novel-Reihe von Ayano Takeda, welche seit 2013 durch Takarajimasha veröffentlicht wird.
Die Handlung findet in Uji statt und fokussiert sich auf das Schulorchester, den Blasmusikclub der Kitauji-Oberschule, welcher sich dank der strikten Leitung des neu ernannten Betreuers stetig verbessert.
Eine Adaption in Form eines Manga, gezeichnet von Hami, wird seit dem 28. November 2014 auf der Website Kono Manga Ga Sugoi! veröffentlicht. Eine Adaption als Anime von Kyoto Animation mit Tatsuya Ishihara als Regisseur wurde in Japan 2015 und 2016 ausgestrahlt. Beide Staffeln erhielten eine Zusammenfassung in Spielfilmlänge.
2018 erschien der erste eigenständige Film Liz und ein Blauer Vogel, gefolgt 2019 von Gekijōban Hibike! Euphonium: Chikai no Finale.

## Handlung
Das Orchester des Blasmusikclubs der Kitauji-Oberschule hatte in der Vergangenheit am renommierten nationalen Wettbewerb für Schulorchester teilgenommen und war eine Meisterschule. Nachdem der Betreuer des Klubs gewechselt hatte, waren sie seitdem nicht mehr imstande, sich für den prestigeträchtigen Wettbewerb zu qualifizieren. Dank der strikten Leitung des neuen Betreuers Noboru Taki verbessern sich die Schüler stetig als Gruppe und bauen zudem ihre individuellen Stärken aus. Die Schüler konkurrieren miteinander um die Chance, mit ihren Instrumenten Soli spielen zu dürfen. Während die meisten Protagonisten sich auf das Orchester fokussieren, legen andere Schüler die Priorität auf ihre schulischen Leistungen und verlassen das Orchester. Nach harter Arbeit und vielen Entbehrungen für alle Beteiligten ist dann endlich der Tag des Wettbewerbs gekommen.

## Figuren

### Hauptcharaktere
Kumiko Ōmae (黄前 久美子, Ōmae Kumiko)
Sprecher: Tomoyo Kurosawa
Kumiko, eine Schülerin des ersten Jahres der Oberstufe, ist der Hauptcharakter von Hibike! Euphonium. Sie spricht reguläres Japanisch, welches in der Kansai-Region eine Rarität ist. Sie ist eine unschlüssige Person, die leicht von den Meinungen anderer beeinflusst wird. Sie mag ihren eigenen Charakter nicht, da es ihr schwerfällt, ihre Wünsche anderen mitzuteilen. Sie spielt Euphonium. Sie wohnt in der Nähe vom Byōdō-in-Tempel und ist mit Shuichis Familie befreundet. Ihre Schultasche ist simpel und sie scheint kein Interesse an übermäßigem Kitsch zu haben. Kumiko und Shuichi sind seit dem Kindesalter befreundet. Sie mag Novellen, die extreme Inhalte umfassen, die mit ihrem Charakter in Kontrast stehen. Sie ist ein Stubenhocker und versteht sich nicht gut mit sportbegeisterten Menschen, außer mit Hazuki.
Hazuki Katō (加藤 葉月, Katō Hazuki)
Sprecher: Ayaka Asai
Hazuki ist ein freundliches Mädchen, das auf unschuldige Art zu sprechen pflegt. Sie ist in derselben Klasse wie Kumiko und sie ist sonnengebräunt, weil sie während der Unterstufe Mitglied im Tennisklub war. Sie mag die Trompete und ist dem Konzert-Band-Klub beigetreten, aber spielte schlussendlich Tuba. Sie ist eine heitere, kecke Stimmungsmacherin und eine Person, die sich lieber selber in den Mittelpunkt stellt, als andere zu unterstützen.
Sapphire Kawashima (川島 緑輝, Kawashima Safaia) / Midori (緑)
Sprecher: Moe Toyota
Sapphire, auch in der 10. Klasse, ist zierlicher als die anderen Mädchen und sieht jünger aus, als sie ist. Sie ist am Anfang eher schüchtern, taut jedoch im Kreis ihrer Freunde auf. Allerdings schämt sie sich ein wenig für ihren extravaganten Namen Sapphire (緑輝, Safaia, dt. „grünes Glänzen“) und bittet jeden darum, sie stattdessen bei dem gebräuchlicheren Namen Midori (緑, dt. „grün“) zu nennen. Sie kommt von einer anderen Mittelschule als Kumiko und Hazuki, der Seijo-Mittelschule (聖女中等学院, Seijo Chūtō Gakuin), die ein sehr ehrgeiziges Orchester besitzt. Sapphire spielt mit Hingabe Kontrabass, denn sie zärtlich „George“ nennt.
Reina Kōsaka (高坂 麗奈, Kōsaka Reina)
Sprecher: Chika Anzai
Reina ist eine hübsche Trompetenspielerin mit langem schwarzem Haar. Sie ist ein Mitglied des Konzert Band-Klubs an derselben Mittelschule wie Kumiko. Sie wird von anderen als gute Schülerin betrachtet und geht sogar außerhalb der Aktivitäten des Klubs in den Musikraum. Obwohl sie ein höfliches Verhalten hat, wird sie von den anderen gemieden, da sie oft einen mürrischen Gesichtsausdruck aufsetzt. Sie hegt und pflegt ihre Trompete, welche ihre Eltern ihr geschenkt haben, als sie in der Mittelschule war.

### Weitere wichtige Orchestermitglieder
Asuka Tanaka (田中 あすか, Tanaka Asuka)
Sprecher: Minako Kotobuki
Asuka ist in der 12. Klasse und Vizepräsidentin des Blasmusikklubs. Sie trägt eine Brille und neigt dazu, bei jeder Gelegenheit sehr ausschweifend und im Detail über Musik zu referieren. Asuka leitet das Bassregister des Orchesters. Viele Mitglieder wollten, dass sie die Rolle der Präsidentin übernimmt, sie lehnte jedoch ab. Wie Kumiko spielt sie das Euphonium.
Haruka Ogasawara (小笠原 晴香, Ogasawara Haruka)
Sprecher: Saori Hayami
Haruka ist ebenfalls in der 12. Klasse, Präsidentin des Musikklubs und leitet das Register Holzbläser des Orchesters. Sie besitzt einen aufrichtigen Charakter, hat jedoch keine besondere Durchsetzungskraft, weshalb sie sich oft fragt, ob sie die Richtige für die Rolle der Präsidentin ist. Haruka spielt Saxophon.
Kaori Nakaseko (中世古 香織, Nakaseko Kaori)
Sprecher: Minori Chihara
Kaori ist ein weiteres Mädchen in der 12. und Kassierin des Orchesters. Sie hat mittellanges, sehr dunkles Haar und besitzt einen sanftmütigen Charakter, was sie unter den jüngeren Mitgliedern sehr beliebt macht. Kaori spielt die erste Trompete.
Shūichi Tsukamoto (塚本 秀一, Tsukamoto Shūichi)
Sprecher: Haruki Ishiya
Shūichi ist ein Schüler des ersten Jahres. Er ist Kumikos Kindheitsfreund; beide gingen zu derselben Vorhochschule. Er und Kumiko sind nicht in derselben Klasse, da sie verschiedene Kurse belegen. Die beiden hatten sich zerstritten, da er im dritten Jahr der Vorhochschule einen abfälligen Kommentar über Kumiko machte. Er spielte eigentlich das Horn, aber nachdem er eine Runde Schere-Stein-Papier gewonnen hatte, wurde ihm erlaubt, die Posaune zu spielen. Er bemerkt kleinere Konflikte innerhalb des Konzert Band Klubs, welche er Kumiko mitteilt. Da ein Zweitjahresschüler ein Problem mit einem Drittjahrsschüler hatte, welcher nicht ausreichend übte und nicht gut im Spielen war, fiel die Anzahl der Zweitjahrsschüler drastisch ab.
Aoi Saitō (斎藤 葵, Saitō Aoi)
Sprecher: Yōko Hikasa
Aoi ist eine Kindheitsfreundin von Kumiko, und sie ist zwei Jahre über ihr. Sie spielten oft zusammen, da sie in derselben Nachbarschaft wohnten. Während der Vorhochschule verloren die beiden einander aus den Augen. Sie fanden sich wieder im Konzert Band Klub. Sie spielt das Tenorsaxophon.
Noboru Taki (滝 昇, Taki Noboru)
Sprecher: Takahiro Sakurai
Noboru ist der neue Musiklehrer an der Kitauji-Oberschule, gleichzeitig der Betreuer des Blasmusikklubs und somit auch Dirigent des Orchesters. Er ist äußerst höflich, sehr methodisch und vor allem bei den weiblichen Schülern zuerst sehr beliebt. Seine ruhige, aber sehr ehrliche Art lässt ihn bald als „kalter, schöner Teufel“ bekannt werden. Er versucht die Unabhängigkeit in seinen Schülern zu stärken, fordert sie aber auch stark, damit sie am Ende ihr gemeinsames Ziel, den nationalen Musikwettbewerb, erreichen.
Takuya Gotō (後藤 卓也, Gotō Takuya)
Sprecher: Kenjiro Tsuda
Takuya ist ein Schüler des zweiten Jahres, welcher die Tuba spielt.
Riko Nagase (長瀬 梨子, Nagase Riko)
Sprecher: Miyuki Kobori
Riko ist eine Schülerin des zweiten Jahres. Sie spielt die Tuba.
Natsuki Nakagawa (中川 夏紀, Nakagawa Natsuki)
Sprecher: Konomi Fujimura
Natsuki ist ein Zweit-Jahr-Schüler, welcher das Euphonium spielt.
Yūko Yoshikawa (吉川 優子, Yoshikawa Yūko)
Sprecher: Yuri Yamaoka
Yuko ist eine Schülerin des zweiten Jahres, welche die Trompete spielt. Sie verehrt Kaori.
Michie Matsumoto (松本 美知恵, Matsumoto Michie)
Sprecher: Aya Hisakawa
Michie ist die Klassenlehrerin von Kumiko und die Vize-Betreuerin des Konzert Band Klubs. Sie ist als furchteinflößende Lehrerin bekannt.
Mamiko Ōmae (黄前 麻美子, Ōmae Mamiko)
Sprecher: Manami Numakura
Makiko ist die ältere Schwester von Kumiko. Sie ist eine Universitätsstudentin und spielt die Posaune.
Akiko Ōmae (黄前 明子, Ōmae Akiko)
Sprecher: Haruhi Nanao
Akiko ist die Mutter von Kumiko und Mamiko.
Azusa Sasaki (佐々木 梓, Sasaki Azusa)
Sprecher: Azusa Tadokoro
Azusa geht zur Rikka-Hochschule und ist die Rivalin von Kumiko.
Mizore Yoroizuka (鎧塚 みぞれ, Yoroizuka Mizore)
Nozomi Kasaki (傘木 希美, Kasaki Nozomi)
Masahiro Hashimoto (橋本 真博, Hashimoto Masahiro)
Satomi Niiyama (新山聡美, Niiyama Satomi)

## Veröffentlichungen

### Light Novel
Die Light Novels werden von Ayano Takeda geschrieben und von Nikki Asada illustriert. Der erste Band wurde am 5. Dezember 2013 vom Verlag Takarajimasha veröffentlicht. Bisher (Stand: Juli 2018) wurden acht Bände veröffentlicht. 2016 gab es zudem zwei Ableger der Hauptreihe.
Bis April 2018 wurden von der Reihe mehr als 1,4 Millionen Exemplare verkauft.

### Manga
Eine Manga-Adaption durch den Zeichner Hami erfolgt seit dem 28. November 2014 auf Takarajimashas Webmanga-Magazin Kono Manga ga Sugoi! Web. Seitdem wurde der erste Band des Light Novels in zwei Manga umgesetzt, während zum zweiten Roman zurzeit ein Band des Manga-Äquivalents existiert. Ein zweiter Band folgt im Oktober 2016.

### Anime
Eine Anime-Adaption namens Hibike! Euphonium wurde durch Kyoto Animation unter der Regie von Tatsuya Ishihara realisiert. Das Character Design und die Animationsleitung stammt von Shōko Ishida.
Die Ausstrahlung der ersten Staffel mit 13 Folgen erfolgte vom 8. April bis 2. Juli 2015 nach Mitternacht (und damit am vorigen Fernsehtag) auf Tokyo MX, Sun TV und KBS Kyōto sowie mit bis zu zwei Tagen Versatz auch auf TV Aichi, BS11 und AT-X. Crunchyroll streamt die Serie als Sound! Euphonium parallel zur japanischen Ausstrahlung weltweit außerhalb Asiens auch mit deutschen Untertiteln. Ein Film der Reihe prämierte am 23. April 2016 in den japanischen Kinos. Eine zweite Staffel mit weiteren 13 Folgen wurde vom 6. Oktober bis 29. Dezember 2016 ausgestrahlt. Wie die erste Staffel wird diese über Crunchyroll weltweit angeboten.

#### Musik
Die Serienmusik stammt von Akito Matsuda.
Bei der ersten Staffel wird im Vorspann der Titel Dream Solister von Miho Karasawa (True) genutzt und im Abspann Tutti! (トゥッティ!) komponiert und getextet von ZAQ, gesungen vom „Kitauji Quartet“, d. h. den Synchronsprecherinnen Tomoyo Kurosawa, Ayaka Asai, Moe Toyota und Chika Anzai in ihrer jeweiligen Rolle – in der letzten Folge kam jedoch eine Blasmusik-Instrumentalfassung zum Einsatz. Daneben kamen noch weitere Instrumentalstücke zum Einsatz: in Folge 1 Abarenbō Shōgun no Thema von Shunsuke Kikuchi und Orpheus in der Unterwelt von Jacques Offenbach; in Folge 2 und 3 die 9. Sinfonie von Antonín Dvořák; in Folge 3 und 4 The Marines March von James M. Fulton; in Folge 5 The Fairest of the Fair March von John Philip Sousa, Funiculì, Funiculà von Luigi Denza und Rydeen (aus dem gleichnamigen Minialbum von Yellow Magic Orchestra) von Yukihiro Takahashi; in Folge 6 bis 9 Mikazuki no Mai (三日月の舞) von Akito Matsuda; in Folge 6 Twinkle, Twinkle, Little Star (gleiche Melodie wie Morgen kommt der Weihnachtsmann) und in Folge 8 Ai o Mitsuketa Basho von Hanako Oku.
Für die zweite Staffel kam als Vorspanntitel Soundscape (サウンドスケープ Saundosukēpu) von TRUE zum Einsatz, als Abspanntitel Vivace! (ヴィヴァーチェ! Vivāche!) komponiert und getextet von ZAQ, gesungen vom Kitauji Quartet bzw. in der letzten Folge das Stück Hibike! Euphonium (Last Ver.) (響け！ユーフォニアム(Last Ver.)).

## Trivia
Als reales Vorbild für die rivalisierende Rikka-Oberschule stand die bereits zuvor für ihre Senior-Band über die Grenzen Japans hinaus berühmt gewordene Kyoto Tachibana High School Pate. Die Kostüme der Rikka-Oberschule wurden den realen Kostümen der Kyoto Tachibana High School nachempfunden, jedoch in Hellblau. Dadurch entstand auch der Spitzname „Hellblaue Teufel“, abgeleitet von Tachibana High’s „Orange Devils“ (auf Japanisch: オレンジの悪魔, Orenji no akuma).